# Yasuhiro Nomoto
Yasuhiro Nomoto (野本 安啓 Nomoto Yasuhiro?), född 25 juni 1983 i Niigata prefektur, är en japansk före detta fotbollsspelare.
Nomoto började sin karriär 2002 i JEF United Ichihara. 2005 flyttade han till Albirex Niigata Singapore. Han spelade 27 ligamatcher för klubben. Efter Albirex Niigata Singapore spelade han för Consadole Sapporo, New Wave Kitakyushu, Fagiano Okayama, V-Varen Nagasaki och Blaublitz Akita. Han avslutade karriären 2012.